# ...Ready for It?
«...Ready for It?» es una canción interpretada por la cantautora estadounidense Taylor Swift, perteneciente a su sexto álbum de estudio, Reputation (2017). Swift escribió la canción junto con sus productores, Max Martin, Shellback y Ali Payami. Es una canción de electropop e industrial pop incluye elementos de dancehall, tropical house y trap. Taylor Swift rapea sobre sintetizadores fuertes, bajos profundos y tambores programados. La letra usa imágenes de crímenes, como robos a bancos y rescates, para describir un nuevo romance.
La canción se estrenó en un partido de fútbol americano universitario en ESPN el 2 de septiembre de 2017 y se lanzó para descarga digital al día siguiente. El 17 de septiembre, Big Machine la envió a la radio estadounidense como el segundo sencillo de Reputation. Los críticos musicales en general la describieron como un himno, aunque algunos opinaron que era genérica y similar a otras canciones populares en la radio contemporánea. El sencillo llegó al top diez en varias listas y obtuvo certificaciones multiplatino en Australia, Canadá y Estados Unidos.
El video musical, dirigido por Joseph Kahn, tiene una estética oscura y futurista con referencias a franquicias de ciencia ficción. Swift interpretó «...Ready for It?» en vivo durante la gira Reputation Stadium Tour (2018) y The Eras Tour (2023-2024).

## Promoción y lanzamiento
Swift había presentado una parte del sencillo el 2 de septiembre de 2017, durante la transmisión de Saturday Night Football en ABC del juego entre Florida State Seminoles y Alabama Crimson Tide y desde entonces fue utilizado en la presentación de todos los juegos del Saturday Night Football en ABC.  El mismo día, Swift anunció que se incluiría en su próximo álbum Reputation y confirmó su lanzamiento como sencillo promocional.  La canción estuvo disponible para su descarga digital como parte de la preventa del álbum el 3 de septiembre de 2017. Impactó la radio contemporánea el 24 de octubre de 2017.

## Escritura y composición
«...Ready for It?» es una canción electropop y pop industrial orientada al pop e inspirada en la electrónica, con elementos de house tropical, dubstep y trap. La canción presenta sintetizadores profundos, una caída de bajo, cajas de ritmos y rapeos. La atmósfera de la canción hizo comparaciones con Rihanna. Se ejecuta en la tonalidad de mi menor con un tempo de 160 pulsaciones por minuto, la voz de Swift abarca desde sol3 hasta mi5.
La canción gira líricamente en torno a las fantasías de Swift sobre un individuo que ella describe como un «asesino» que roba corazones huyendo y nunca pidiendo perdón, ha tenido múltiples relaciones y es «más joven que sus ex», pero «actúa como todo un hombre». Estas fantasías incluyen «retenerlo por rescate», cometer un robo bancario juntos, mudarse a un lugar secreto en una isla y ser fantasmas y encarcelados. Swift usa imágenes de romance de Hollywood y va de incógnito pues «nadie tiene que saber». También aborda la percepción de su propia historia romántica comparándose con Elizabeth Taylor y a su amante con Richard Burton. Se rumoreaba que la canción hacía alusión a Tom Hiddleston, Joe Alwyn o Harry Styles. Varias pistas que la misma Taylor Swift soltó parecen identificar a Joe Alwyn como el aludido en la canción, incluido su «me gusta» a la teoría de un fan en Tumblr que afirmaba que la canción es sobre el actor, la línea de la canción que dice «[él es] más joven que mis ex» y la toma al inicio de su video musical que la muestra frente a una pared en la que están pintadas dos fechas: «89» y «91», los años de nacimiento de Swift y Alwyn, respectivamente.

## Recepción crítica
«...Ready for It?» recibió reseñas positivas por parte de los críticos de música, con algunos llamándola una mejora respecto al anterior sencillo de Swift, «Look What You Made Me Do». Tom Breihan de Stereogum dijo que los compositores «hicieron algo desgarbado y tonto, algo que probablemente fue una idea terrible, pero que suena como música pop imponente y colosal». Patrick Ryan de USA Today expresó cierto escepticismo con respecto al rap de Swift, pero resaltó el contraste entre el coro y los versos intensos y «oscuros» hechos para una «mirada prometedora sobre la era Reputation». Richard He escribió para Billboard que «Swift nunca había cantado tan expresivamente, ni había sonado tan en sintonía con la forma en que la producción del pop moderno usa la voz como instrumento» y que el coro de la canción tiene «una de las melodías más bonitas de su carrera».
Craig Jenkins de Vulture le dio una crítica mixta, afirmando que la canción «no reinventa ni al pop ni a Taylor, pero sí consigue poner su nombre en un producto creado para mantener el ritmo de las tendencias actuales».  Mike Wass de Idolator calificó la canción como «no tan buena» y la llamó «igualmente decepcionante» que «Look What You Made Me Do». Concluyó diciendo que «si puedes superar las incómodas letras iniciales y la producción discordante, un lindo coro te espera. Pero eso es mucho trabajo para una pequeña recompensa».

## Rendimiento comercial
En Estados Unidos, la canción debutó en el número cuatro en la lista Billboard  Hot 100, convirtiéndose en la canción número 22 de Swift en llegar a los diez primeros lugares en dicha lista. También se convirtió en su decimotercera canción número uno en la lista Digital Songs con 135,000 copias vendidas. También ingresó en la lista de Streaming Songs con 19 millones de reproducciones en su primera semana y se ubicó en el puesto 35 en el chart de Pop Songs con una audiencia de radio de 13 millones.  Hasta el 5 de octubre de 2017, la canción ha vendido más de 251 000 copias en los Estados Unidos.

## Video musical
El 23 de octubre de 2017, Swift lanzó un adelanto del video musical oficial de la canción. El video completo se estrenó el 26 de octubre. Fue dirigido por Joseph Kahn y filmado en el centro comercial Hawthorne Plaza en Hawthorne, California. El video presenta grandes referencias a la cultura popular en homenaje a las series y películas de ciencia ficción y el anime, incluyendo: Blade Runner, Ghost in the Shell, Ex Machina, Sailor Moon, Tron y Species.

### Sinopsis
El video presenta dos versiones de Swift. Una versión es un cyborg en un mono de color piel. Se muestra detrás de las paredes de una celda custodiada por varios hombres en traje. La otra versión de Swift se ve con una gran capa negra. El video comienza con la Swift encapuchada caminando por un callejón, pasando por varios guardias y escribiendo un código para acceder a la sala donde se encuentra la Swift Cyborg. El grafiti que se ve en las paredes hace referencia a las letras del álbum Reputation. La Swift encapuchada sube hasta las paredes de la celda y observa cómo la Swift Cyborg se transforma en varias iteraciones: usa una armadura futurista, monta un caballo blanco, manipula varios destellos de energía y dispara relámpagos desde las puntas de sus dedos. Eventualmente, la Swift Cyborg es capaz de atravesar las paredes de las celdas, con fragmentos de vidrio que cortan el velo de Swift en la cara, revelando que ella también es una cyborg más. Los guardias intentan contenerlas a ambas y el video termina cuando la Swift Cyborg sube por una escalera mecánica. Este video tiene más de 250 millones de visitas en YouTube lo que lo convierte en el 15° de los videos musicales de Swift en cuanto a visitas en dicha plataforma.

## Certificaciones
| País           | Organismo certificador | Certificación | Ventas    | Ref.   |
| -------------- | ---------------------- | ------------- | --------- | ------ |
| Australia      | ARIA                   | Platino       | 70 000    | [ 19 ] |
| Canadá         | Music Canada           | 2× Platino    | 160 000   | [ 20 ] |
| Estados Unidos | RIAA                   | 2× Platino    | 2 000 000 | [ 21 ] |
| Reino Unido    | BPI                    | Plata         | 200 000   | [ 22 ] |
| Suecia         | GLF                    | Oro           | 20 000    | [ 23 ] |